# 瑙漢湖
13°10′N 121°20′E / 13.167°N 121.333°E

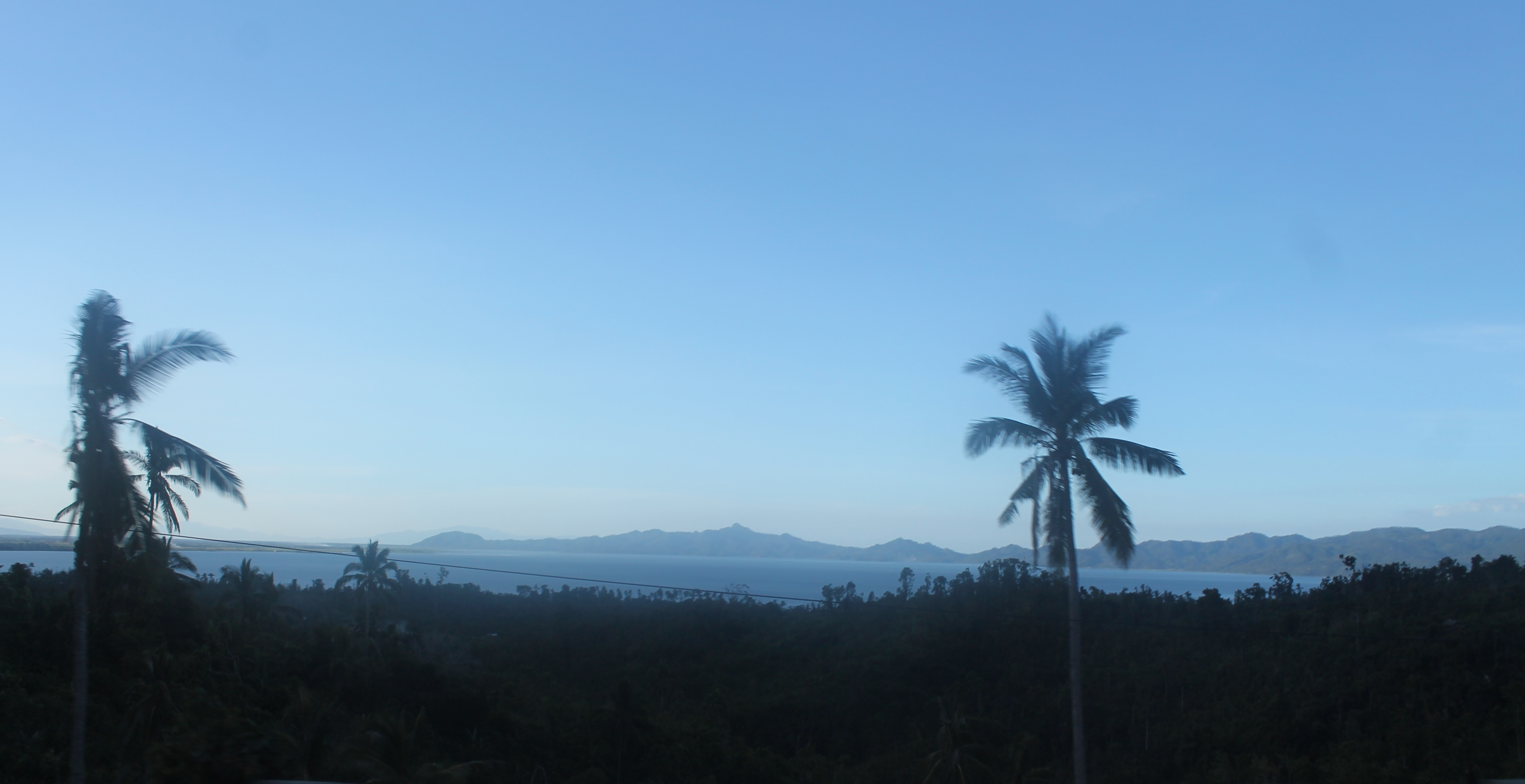
瑙汉湖景色

瑙漢湖是菲律賓的湖泊，位於民都洛島，由東民都洛省負責管轄，長14公里、寬7公里，面積81.25平方公里，是該國第五大湖泊，海拔高度20米，最大水深45米，該湖被劃為國家公園。

## 外部連結
- Ramsar information sheet